# SN 2006hc
SN 2006hc – supernowa typu Ia odkryta 11 września 2006 roku w galaktyce A010934+0042. W momencie odkrycia miała maksymalną jasność 21,30m.